# Meeresmilben
Die Meeresmilben (Halacaridae) sind eine rund 1100 Arten umfassende Familie überwiegend im Meer lebender Milben.

## Merkmale
Meeresmilben erreichen eine Körpergröße von 150 Mikrometern bis maximal zwei Millimetern. Von den vier Beinpaaren sind die beiden vorderen nach vorn und die beiden hinteren nach hinten gerichtet. Der Körper ist relativ schwach sklerotisiert, er trägt auf der Rückenseite (dorsal) des Rumpfes (Idiosoma) vier stärker sklerotisierte Platten, die selten verschmolzen oder reduziert sein können. Dorsal können drei kleine Augen sitzen. Die relativ kurzen Beine besitzen sechs Segmente, benannt Trochanter, Basifemur, Telofemur, Genu, Tibia und Tarsus, am Ende sitzen zwei Krallen. Die Taster (Palpen) besitzen vier Segmente. Meeresmilben haben keine offenen Stigmen. Das Gnathosoma besitzt eine Vorwölbung (Rostrum), die daran sitzenden Cheliceren sind verlängert (manchmal stilettförmig) nach vorne gerichtet, sie dienen als stechende Mundwerkzeuge, mit denen die Nahrung angestochen wird. Häufig ist das erste Beinpaar vergrößert und wird zum Festhalten der Nahrung benutzt. Die Tiere nehmen nur flüssige Nahrung zu sich, die vermutlich durch ausgeschiedene Enzyme vorverdaut wird.

## Lebenszyklus
Die Arten sind getrenntgeschlechtlich, nur eine einzige parthenogenetische Art ist bekannt (Isobactrus setosus (Lohmann, 1889)). Zur Befruchtung setzt das Männchen eine Spermatophore ab. Das Weibchen setzt die befruchteten Eier einzeln im Lebensraum ab, meist in Spalten oder im Substrat eingebohrt, bei einigen Gattungen kommen auch kleine Gelege vor. Im Sandlückensystem lebende Arten haben häufig mehrere Eier stark unterschiedlicher Größe, wobei die großen eine komplizierte Oberflächenstruktur tragen. Aus dem Ei der Meeresmilben schlüpft eine Larve mit sechs Beinen, auf die ein bis drei, meist aber zwei Nymphenstadien mit acht Beinen folgen, deren letztes sich zum Adulttier häutet. Die Anzahl der von einem Weibchen abgelegten Eier ist relativ gering, beinahe immer kleiner als 50. Die Entwicklungszeit beträgt in der Regel ein Jahr. Die Lebensdauer der Adulttiere reicht dabei meist von fünf bis neun Monate. Die Nymphen und Larven leben im selben Lebensraum wie die Adulti mit ähnlicher Lebensweise.

## Ökologie
Die Lebensweise im Meer ist eine Besonderheit der Halacaridae, neben dieser Familie sind nur sehr wenige andere marine Milbenarten bekannt, die meist nur im Strandbereich vorkommen. Dabei geht die Gruppe auf landlebende Vorfahren zurück, die sekundär ins Meer eingewandert (oder zurückgekehrt) sind. Innerhalb der Familie der Halacariden ist eine Vielzahl von Ernährungstypen und Lebensweisen verwirklicht. Dabei sind aber alle Arten bodenlebend („benthisch“) und nicht schwimmfähig. Aufgrund ihrer geringen Größe werden sie zur sogenannten Meiofauna gerechnet, d. h. sie sind größer als die Mikrofauna (v. a. Protozoen), aber kleiner als die Makrofauna (z. B. polychäte Ringelwürmer, Stachelhäuter, Muscheln). Ihr Individuenanteil an der Meiofauna ist meist relativ gering, sie sind aber sehr weit verbreitet und in entsprechenden Proben beinahe immer zumindest einzeln beteiligt. Meeresmilben leben in allen marinen Lebensräumen, von polaren bis in tropische Breiten und von der Spritzwasserzone des Strands bis zu Tiefseegräben von 7000 Metern Tiefe. Meeresmilben leben oft im Lückensystem grobkörniger mariner Sedimente („Interstitial“ oder auch „Mesopsammon“). Sie gehören hier zur sogenannten Sandlückenfauna. Auch auf der Bodenoberfläche zwischen dem flockigen organischen Sediment kommen Arten dieser Milbenfamilie vor. Andere Arten leben auf Algen oder („epizoisch“) auf größeren Meerestieren wie Schwämmen, Seepocken, Muscheln, polychäten Würmern oder Stachelhäutern. Bei einigen Arten ist dabei eine parasitische Lebensweise nachgewiesen oder sie wird vermutet. Eine Gattung lebt im Darm von Seesternen, andere zwischen den Kiemen von Krebsen und Mollusken.
Die meisten Arten leben vermutlich von Bakterien und Pilzen, z. B. die artenreichste Gattung Copidognathus, die mit 366 Arten allein ein Drittel der Artenzahl ausmacht. Andere Arten sind Räuber oder Parasiten. In etlichen Gattungen, z. B. Rhombognathus mit 93 Arten, wurde unzweifelhaft eine pflanzenfressende (phytophage) Ernährung nachgewiesen, diese stechen Algenfäden an, die sie anschließend aussaugen.
Meeresmilben fehlen in Gebieten mit feinkörnigem, schlickigen Bodensubstrat, in sauerstofffreien Sedimenten und in gestörten und häufig umgelagerten Sedimenten. Gegen Meeresverschmutzungen sind sie nicht sehr resistent. Sie könnten möglicherweise als Indikatoren für menschliche Störungen verwendet werden.

## Biogeographie und Verbreitung
Meeresmilben sind aus allen Ozeanen bekannt, Unterschiede in der Artenzahl zwischen verschiedenen Meeresgebieten gehen wohl vornehmlich auf unterschiedliche Erfassungsintensität zurück. Obwohl es einige recht weit verbreitete Arten gibt, sind die Arten überwiegend auf begrenzte Meeresabschnitte beschränkt, es gibt keine weltweit verbreiteten Arten, aber vermutlich auch keine Endemiten mit nur punktueller Verbreitung. Auch flache Schelfmeere und die Tiefsee sowie polare und tropische Meere beherbergen unterschiedliche Faunen. Bei einigen Arten erscheint es hoch wahrscheinlich, dass sie erst in jüngster Zeit durch Schiffstransporte in neue Gebiete verschleppt worden sind.
Tropische und gemäßigte (temperate) Meeresgebiete sind etwa gleich artenreich, polare dem gegenüber deutlich artenärmer. Dabei sind 73 Arten im Südpolarmeer, aber nur 30 im Nordpolarmeer bekannt. 85 % der bekannten Arten leben in flachen Meeresgebieten, wobei aber diese ganz erheblich besser bekannt sind als die Tiefsee. Auch aus der Umgebung hydrothermaler untermeerischer Schlote („Schwarze Raucher“) sind Arten bekannt, sie sind hier aber nicht besonders artenreich oder häufig.
Aus der niederländischen Nordsee sind zurzeit 25 Arten bekannt.

## Systematik
Die Familie Halacaridae umfasst rund 50 Gattungen mit mehr als tausend Arten, die ausschließlich im Meer vorkommen. Hinzu kommen 56 Arten aus 13 Gattungen, die im Süßwasser leben, diese werden nicht größer als 0,5 Millimeter. Die süßwasserlebenden Formen wurden gelegentlich in einer Familie Limnohalacaridae abgetrennt, dies ist heute aber als ein künstliches System erkannt worden. Man nimmt an, dass die süßwasserbewohnenden Arten zu verschiedenen Zeitpunkten seit dem Paläozoikum unabhängig voneinander von meereslebenden Formen abstammen. Heute wird meist eine Unterfamilie Limnohalacarinae anerkannt, die aber nicht alle süßwasserbewohnenden Arten umfasst.
Außer den Halacaridae selbst umfasst die Überfamilie der Halacaroidea nur eine weitere Familie, die erst kürzlich beschriebenen Pezidae. Diese nur zwei Arten umfassende Familie lebt im Süßwasser, ausschließlich in Australien.